# Cryptopsy
Cryptopsy — канадський технічний дез-метал гурт, заснований у Монреалі, 1988 року.

## Історія

### Necrosis (1988–1992)
Гурт Necrosis заснували у травні 1988 року вокаліст Ден Ґрінінґ, гітарист Стів Тібо та ударник Майк Аткін, спочатку під назвою Obsessive Compulsive Disorder. Пізніше до колективу приєднався бас-гітарист Джон Тоддс. Згодом, учасники вирішують змінити назву гурту на Necrosis. Під цією назвою вони встигли випустити декілька демозаписів, як-от Mastication and Heterodontism (1989), Realms Of Pathogenia (1991) та Necrosis (1992). Аткін згодом покинув гурт, щоб продовжити творчий шлях у напрямі треш-металу, тож його замінив Фло Муньє. Після виступу на фестивалі у Нью-Бефорді, де з ними виступали інші два колективи з такою ж назвою, вони вирішили змінити назву на оригінальнішу Cryptopsy. Досить скоро їх покинув бас-гітарист Тоддс, щоб присвятити більше часу своїй родині, тож на його місце прийшов Кевін Вігл, та гітарист Дейв Галея приєднується до гурту.

### Blasphemy Made Flesh(1993–1995)
Вже 1993 року гурт випускає свій дебютний демоальбом, Ungentle Exhumation. Цей запис помітив місцевий лейбл Gore Records, що перевидав демо та певний час співпрацював з колективом. Ungentle Exhumation швидко привернув увагу канадської дез-метал андерґраунд сцени, а також німецького лейбла Invasion Records.
У 1994-му році бас-гітарист Кевінг Вігл покинув гурт, його замінив Мартін Фергюссон, так само як гітариста Дейва Галея замінив Джон Левасур. У цьому складі колектив записує свій дебютний студійний альбом Blasphemy Made Flesh, який вийшов на лейблі Invasion Records.
Не дивлячись на успіх альбому, гурт залишився без лейбла на підтримку їхнього туру через фінансові проблеми Invasion Records. Проте, згодом права на їх дебютний альбом отримав нідерландський лейбл Displeased Records. Після успішного туру в підтримку Blasphemy Made Flesh, Стів Тібо покидає гурт, хоча ще п'ять місяців залишався менеджером гурту. Згодом, Мартіна Фергюссона заміняє бас-гітарист Ерік Ланглуа, що додає певні фанк-елементи в бас-гітарні партії.

### None So Vile(1996–1997)
В оновленому складі, 1996 року, гурт випускає свій другий студійний альбом None So Vile. Альбом вийшов на шведському лейблі Never Again Records. Під час туру в підтримку альбому, до колективу приєднується Мігель Рой як другий гітарист. 
У 1997-му році, Ґрінінґ покидає гурт, через проблеми зі здоров'ям. Його заміняє вокаліст із Бостона, Майк ДіСалво.

## Учасники гурту

#### Теперішні учасники
- Фло Муньє — ударні, бек-вокал (1992—дотепер)
- Крістіан Дональдсон — гітара (2005—дотепер)
- Метт МакГехі — вокал (2007— дотепер)
- Олів'є Пінар — бас-гітара (2012— дотепер)

#### Колишні учасники
- Майк Аткін — ударні (1988—1992)
- Джон Тоддс — бас-гітара, бек-вокал (1988—1992)
- Ден "Лорд Ворм" Ґрінінґ — вокал (1988—1997, 2003—2007)
- Дейв Галея — соло-гітара (1992—1993)
- Кевін Вігл — бас-гітара (1992—1994)
- Джон Левасур — соло-гітара (1993—2005, 2011—2012)
- Стів Тібо – ритм-гітара, бек-вокал (1992—1995)
- Мартін Фергюсон — бас-гітара (1994)
- Мігель Рой — ритм-гітара (1995—1998)
- Ерік Ланглуа — бас-гітара (1995—2011)
- Майк ДіСалво — вокал (1997—2001)
- Алекс Оберн — ритм-гітара, вокал (1999—2009)
- Мартін Лакруа — вокал (2001—2003)
- Деніел Монґрейн — соло-гітара (тур 2004—2005)
- Меггі Дюран — клавішні (2007—2008)
- Юрі Реймонд — ритм-гітара (2009—2011), бас-гітара, бек-вокал (2011)
- Домінік Грімард —  бас-гітара (2018— 2019)

## Дискографія

### Студійні альбоми
- Blasphemy Made Flesh (1994)
- None So Vile (1996)
- Whisper Supremacy (1998)
- ...And Then You'll Beg (2000)
- Once Was Not (2005)
- The Unspoken King (2008)
- Cryptopsy (2012)

### Мініальбоми
- The Book of Suffering – Tome I (2015)
- The Book of Suffering – Tome II (2018)

### Концертні альбоми
- None So Live (2003)

### Демоальбоми
- Ungentle Exhumation (1993)